# Lista de deputados estaduais do Espírito Santo da 18.ª legislatura

## Composição das bancadas
| Partido | Líder                   | Bancada | Posição      |
| ------- | ----------------------- | ------- | ------------ |
| PMDB    | Marcelo Coutinho        | 4 / 30  | Governo      |
| PT      | Honório Siqueira        | 3 / 30  | Oposição     |
| PRP     | Hudson Leal             | 3 / 30  | Governo      |
| PPS     | Amaro Neto              | 2 / 30  | Oposição     |
| DEM     | Edson Magalhães         | 2 / 30  | Governo      |
| PDT     | Euclério Sampaio Júnior | 2 / 30  | Oposição     |
| PSB     | Bruno Lamas             | 2 / 30  | Oposição     |
| PP      | Cacau Lorenzoni         | 2 / 30  | Oposição     |
| PSDB    | Sergio Majeski          | 2 / 30  | Governo      |
| PR      | Gilsinho Lopes          | 1 / 30  | Independente |
| PEN     | Rafael Favatto          | 1 / 30  | Governo      |
| PMN     | Janete de Sá            | 1 / 30  | Independente |
| PV      | Gildevan Fernandes      | 1 / 30  | Oposição     |
| PSD     | Enivaldo dos Anjos      | 1 / 30  | Governo      |
| SD      | Raquel Lessa            | 1 / 30  | Governo      |
| PRTB    | Marcos Bruno Bastos     | 1 / 30  | Independente |
| PTC     | Eliana Dadalto          | 1 / 30  | Oposição     |

## Deputados Estaduais
Estavam em jogo 30 cadeiras na Assembleia Legislativa do Espírito Santo.
| Número | Deputados estaduais eleitos | Partido | Votação | Percentual | Cidade onde nasceu      | Unidade federativa |
| 23000  | Amaro Neto                  | PPS     | 55.408  | 2,93%      | Vitória                 | Espírito Santo     |
| 25100  | Theodorico Ferraço          | DEM     | 49.366  | 2,61%      | Cachoeiro de Itapemirim | Espírito Santo     |
| 15100  | Hércules Silveira           | PMDB    | 43.795  | 2,31%      | Cachoeiro de Itapemirim | Espírito Santo     |
| 12600  | Josias da Vitória           | PDT     | 40.090  | 2,12%      | Colatina                | Espírito Santo     |
| 15555  | Guerino Zanon               | PMDB    | 38.643  | 2,04%      | Linhares                | Espírito Santo     |
| 40100  | José Eustáquio de Freitas   | PSB     | 33.945  | 1,79%      | Conselheiro Pena        | Minas Gerais       |
| 13333  | Honório Siqueira            | PT      | 29.991  | 1,58%      | Mantenópolis            | Espírito Santo     |
| 15123  | Marcelo Santos              | PMDB    | 28.234  | 1,49%      | Cariacica               | Espírito Santo     |
| 13690  | José Carlos Nunes da Silva  | PT      | 26.740  | 1,41%      | Vila Velha              | Espírito Santo     |
| 22300  | Gilsinho Lopes              | PR      | 25.749  | 1,36%      | Vitória                 | Espírito Santo     |
| 25123  | Edson Magalhães             | DEM     | 24.974  | 1,32%      | Alegre                  | Espírito Santo     |
| 15500  | Luzia Toledo                | PMDB    | 24.375  | 1,29%      | Mimoso do Sul           | Espírito Santo     |
| 51555  | Rafael Favatto Garcia       | PEN     | 23.383  | 1,24%      | Vila Velha              | Espírito Santo     |
| 13123  | Rodrigo Coelho              | PT      | 23.201  | 1,23%      | Bom Jesus de Itabapoana | Rio de Janeiro     |
| 12444  | Euclério Sampaio Júnior     | PDT     | 23.033  | 1,22%      | Cariacica               | Espírito Santo     |
| 44300  | Hudson Leal                 | PRP     | 22.180  | 1,17%      | Vila Velha              | Espírito Santo     |
| 33800  | Janete de Sá                | PMN     | 21.999  | 1,16%      | Cariacica               | Espírito Santo     |
| 40011  | Bruno Lamas                 | PSB     | 19.809  | 1,05%      | Vitória                 | Espírito Santo     |
| 43456  | Gildevan Fernandes          | PV      | 18.763  | 0,99%      | Pinheiros               | Espírito Santo     |
| 55555  | Enivaldo dos Anjos          | PSD     | 18.625  | 0,98%      | Barra de São Francisco  | Espírito Santo     |
| 23123  | Sandro Locutor              | PPS     | 17.190  | 0,91%      | Vitória                 | Espírito Santo     |
| 11000  | Cacau Lorenzoni             | PP      | 16.892  | 0,89%      | Domingos Martins        | Espírito Santo     |
| 77333  | Raquel Lessa                | SD      | 16.160  | 0,85%      | Itaguaçu                | Espírito Santo     |
| 11190  | Erick Musso                 | PP      | 14.638  | 0,77%      | Vitória                 | Espírito Santo     |
| 44569  | Dary Pagung                 | PRP     | 14.327  | 0,76%      | Baixo Guandu            | Espírito Santo     |
| 44567  | Almir Vieira                | PRP     | 14.020  | 0,74%      | Anchieta                | Espírito Santo     |
| 28100  | Marcos Bruno Bastos         | PRTB    | 13.776  | 0,73%      | Vitória                 | Espírito Santo     |
| 45500  | Marcos Mansur               | PSDB    | 13.568  | 0,72%      | Cachoeiro de Itapemirim | Espírito Santo     |
| 36036  | Eliana Dadalto              | PTC     | 12.345  | 0,65%      | Rio Bananal             | Espírito Santo     |
| 45456  | Sérgio Majeski              | PSDB    | 12.007  | 0,63%      | Santa Leopoldina        | Espírito Santo     |